# Улица Академика Заболотного (Киев)
Улица Акаде́мика Заболо́тного — улица в Голосеевском районе города Киева. Пролегает от Одесской площади до Столичного шоссе. является частью Большой Окружной дороги.
Протяжённость 8,2 км.

## История
Возникла в середине XX столетия как незастроенная Хотевская (Хотеевская) дорога в границах современного жилмассива Теремки и Феофании.
С 1944 года имела название 349-я Новая. В 1961—1966 годах — Агроте́хников. Современное название в честь учёного Д. К. Заболотного — с 1966 года.
В 1977 году к улице присоединена часть Большой Окружной дороги (в сторону Пирогово и Чапаевки), после чего она и приобрела нынешнюю длину.
Примыкают улицы: Ивана Сирко, проезд без названия к Планетной улице, Якова Степового, Метрологическая, проезд к больнице «Феофания» (бывшая улица Агротехников), проезд к улице Лебедева, дорога к Музею народной архитектуры и быта, Цветущая, Коммунальная, Пироговский шлях, Бродовская, Бродовский переулок, железная дорога Киев-Мироновка (мост), шоссе на город Днепр (путепровод), улицы Лазурная и Передовая.

## Учреждения
- № 6а — СОШ № 286;
- № 19 — Институт пчеловодства им. П. И. Прокоповича и музей пчеловодства;
- № 21 — клиническая больница «Феофания»;
- № 20а — отделение связи № 187 и библиотека № 152;
- № 27 — Главная астрономическая обсерватория НАН Украины;
- № 48а — поликлиника № 1 Голосеевского р-на;
- № 70а — детский сад № 798 «Калинонька»;
- № 114а — детский учебное учреждение «Джерельце»;
- № 144 — СОШ № 236;
- № 146 — школа-интернат № 7 для детей с тяжёлыми проблемами речи;
- № 148 — Институт клеточной биологии и генной инженерии НАН Украины;
- № 150 — Институт молекулярной биологии и генетики НАН Украины;
- № 152 — агрокомпания «Райз»;
- № 154 — Институт микробиологии и вирусологии имени Д. К. Заболотного НАН Украины;
- № 158 — агрокомпания Мироновский хлебопродукт;

## Интересные факты
Комплекс жилых домов, а фактически — один огромный жилой дом, разделённый на 61 секцию (№ 2—122), иногда называют «китайская стена».
Улица застроена лишь до дороги к Музею народной архитектуры и быта. Остальная часть улицы проходит среди полей, лугов и холмов, где поблизости нет никакой застройки (частная застройка появляется лишь в районе заключительной части улицы).

## Транспорт
- Станция метро «Теремки»
- Троллейбус 11
- Автобус 57
- Маршрутное такси 444, 496, 507

## Почтовый индекс
03187 (начало), 03143 (конец)

## Географические координаты
координаты начала 50°22′08″ с. ш. 30°27′36″ в. д.
координаты конца 50°20′32″ с. ш. 30°33′11″ в. д.